# Condado de Tulsa
O Condado de Tulsa (em inglês:  Tulsa County) é um dos 77 condados do estado americano do Oklahoma. A sede e maior cidade do condado é Tulsa. Foi fundado em 1850 e o seu nome provém de uma localidade lochapoka e creek cujo nome era "Tallasi", significando "antigo povoado".
O condado tem uma área de 1 520 km², dos quais 1 477 km² estão cobertos por terra e 43 km² por água, uma população de 603 403 habitantes, e uma densidade populacional de 408,5 hab/km² (segundo o censo nacional de 2010). É o segundo condado mais populoso do Oklahoma.